# Streaming Songs
Streaming Songs é uma tabela musical publicada pela revista Billboard, sendo que seus dados são recolhidos pela Nielsen Broadcast Data Systems, baseando-se no fluxo de mídia na Internet. Os levantamentos dos dados são feitos a partir da popularidade das canções nas estações de rádios online e outros serviços de multimídia, interativas ou não-interativos.